# 董和培
董和培（?—?），汉军正白旗人，是一名清朝政治人物。
董和培曾于1816年接替沈映枫任南汇县知县一职，1817年由周岱龄接任。